# Selina Sharma

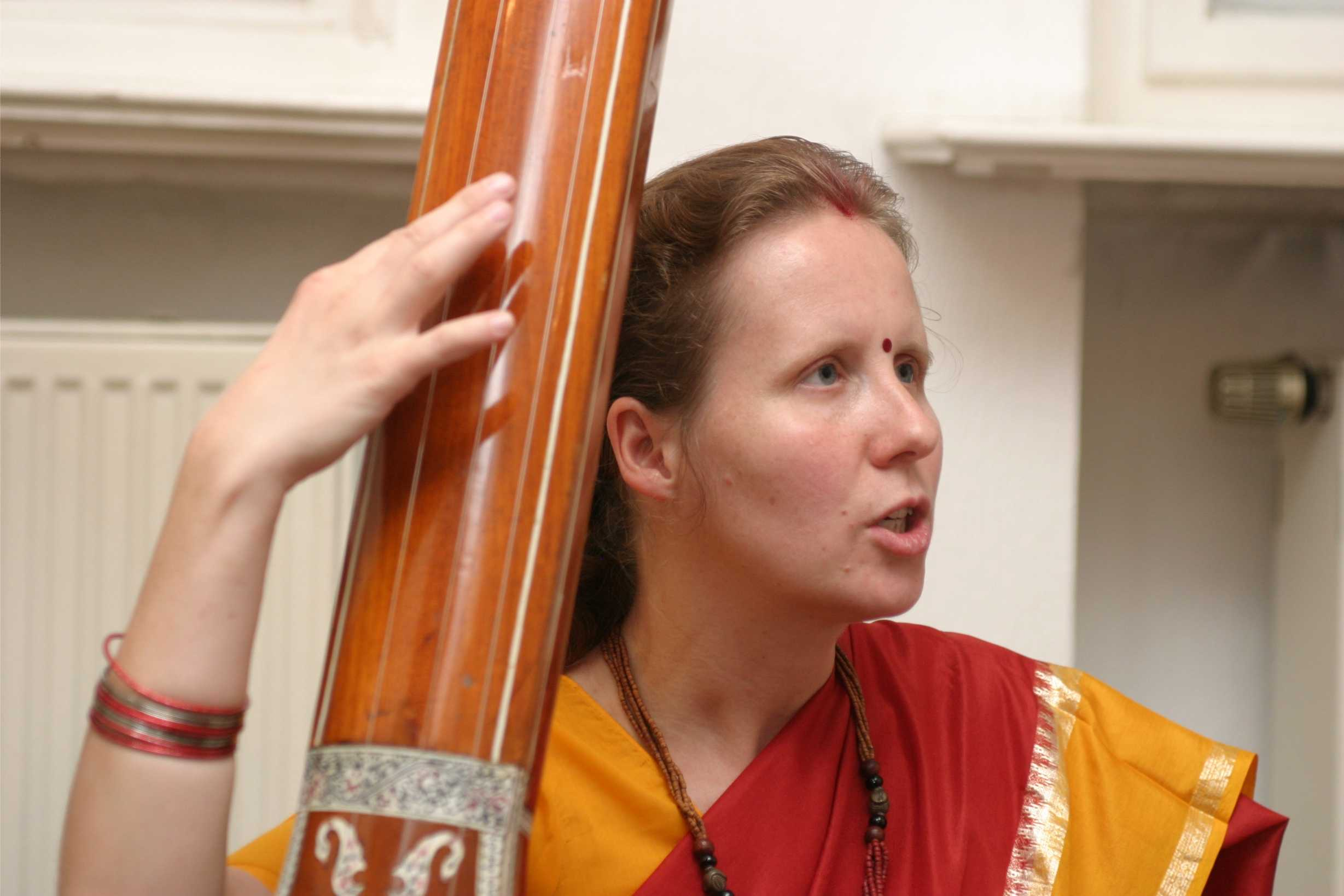
Selina Sharma (2016)

Selina Sharma, geborene Sandra Thielemann, ist eine italienisch-indische Musikwissenschaftlerin und Sängerin. Ihre wissenschaftliche Arbeit konzentriert sich auf Südasien, insbesondere auf die religiöse Musik der Kulturregion Braj im nordindischen Bundesstaat Uttar Pradesh, die Baul-Sänger in Bengalen und auf die philosophischen Aspekte der Musik. Sie ist gegenwärtig die akademische Direktorin des „Instituts für Vraja-Kunst und -Kultur“ in Vrindavan.

## Leben
Die gebürtige Italienerin entstammt einer Musikerfamilie. Seit frühester Kindheit wurde Selina Sharma durch ihre Eltern in die indische Kunst, Literatur und Philosophie eingeführt. Selina Sharma erlernte das Geigenspiel von ihrem Vater. Nach Abschluss ihrer Schulbildung und musikalischen Ausbildung in Deutschland erlangte sie ihren M.Mus. in Musikethnologie von der School of Oriental and African Studies, University of London, wo sie außerdem Hindi-Literatur, Sanskrit und Politikwissenschaft studierte. Sie erlangte ihren M.Phil. in Musikwissenschaft von der University of Cambridge und promovierte 1998 von der Banaras Hindu University mit einer Dissertation über die Vaishnava-Tempelmusik der Region Vraja in Nordindien. Ihre Dissertation wurde von der bekannten Musikwissenschaftlerin Prem Lata Sharma betreut, die Selina Sharmas Blickwinkel essentiell beeinflusste. Eine weitere bedeutende Persönlichkeit in Selina Sharmas akademischem Werdegang war der deutsche Musikethnologe Josef Kuckertz, dessen Schriften sie nach seinem Tod in englischer Übersetzung unter dem Titel Essays in Indian music im Jahr 1999 veröffentlichte.
Im Jahr 1994 kam Selina Sharma zum ersten Mal nach Indien zur Feldforschung für ihre Magisterarbeit an der Universität Cambridge. In Vrindavan begann sie eine Ausbildung als Dhrupad-Sängerin bei dem bekannten Sänger Pandit Vidur Mallik. Nach Beendigung ihres Studiums im Cambridge kehrte sie im selben Jahr nach Vrindaban zurück, um ihre weitere Arbeit den vom Aussterben bedrohten traditionellen Künsten und Musikformen Indiens, und insbesondere der Region Braj (von Sanskrit vraja, um Mathura und Vrindavan) zu widmen. Gemeinsam mit einer Gruppe von Künstlern, denen auch ihr Ehemann, der Sanjhi-Künstler Shashank Goswami, angehört, begründete sie im Jahr 2004 das Vraja Kala Sanskriti Sansthana (auch Institute of Vraja Art and Culture, „Institut für Vraja-Kunst und -Kultur“), eine akademische Institution für die Dokumentation, Forschung und Verbreitung der traditionellen Künste der Region Braj.
Zwischen 1996 und 2005 schrieb Selina Sharma den Großteil ihrer Publikationen, zu denen elf Bücher zu unterschiedlichen Themen der indischen Musik und Philosophie ebenso gehören wie eine Vielzahl von Artikeln. Gemeinsam mit dem bekannten Baul-Sänger Purna Das Baul verfasste sie das erste in englischer Sprache veröffentlichte Traktat zur Baul-Philosophie.
Seit 2006 konzentriert Selina Sharma ihre Arbeit auf die Verbreitung der seltenen und bedrohten Kunstformen der Region Braj. Gemeinsam mit Shashank Goswami führt sie regelmäßige Vortrags- und Workshop-Reihen in Indien und im Ausland zu Themen der indischen Kunst und Musik durch, zu denen auch die Einstudierung indischer Theaterstücke zu epischen Themen mit Schülern sowie die Präsentation von Ausstellungen der traditionellen Miniaturmalerei von jungen Künstlern gehören. Im Rahmen solcher Veranstaltungsreihen tritt Selina Sharma seit 2006 auch regelmäßig in Deutschland auf.
Seit 2006 ist Selina Sharma mit dem Tempelpriester und Sanjhi-Künstler Shashank Goswami verheiratet. Die beiden Künstler haben zwei Söhne, Shri Ram Goswami und Shri Lakshman Goswami. Selina Sharma spricht eine Vielzahl von Sprachen, unter anderem Hindi, Sanskrit, Bengali, Englisch, Italienisch und Deutsch.

## Publikationen
- The Darbhanga tradition: dhrupada in the school of Pandit Vidur Mallik (Varanasi: Indica Books), 1997, ISBN 81-86569-01-4.
- Rasalila. A musical study of religious drama in Vraja (New Delhi: APH Publishing Corporation), 1998 ISBN 81-7024-864-7.
- Sounds of the Sacred. Religious Music in India (New Delhi: APH Publishing Corporation), 1998, ISBN 81-7024-990-2.
- The music of South Asia (New Delhi: APH Publishing Corporation), 1999, ISBN 81-7648-057-6.
- (Edited) Essays on Indian music by Professor Josef Kuckertz (Bombay and Baroda: Indian Musicological Society), 1999.
- Singing the praises divine: music in the Hindu tradition (New Delhi: APH Publishing Corporation), 2000, ISBN 81-7648-165-3.
- Musical traditions of Vaishnava temples in Vraja. A comparative study of samaja and the dhrupada tradition of North Indian classical music (2 vols., New Delhi: Sagar Printers and Publishers), 2001, ISBN 81-7123-070-9.
- The spirituality of music (New Delhi: APH Publishing Corporation), 2001 ISBN 81-7648-249-8.
- Divine service and the performing arts in India (New Delhi: APH Publishing Corporation), 2002, ISBN 81-7648-333-8.
- Samgita-sadhana. The path of human oneness (New Delhi: APH Publishing Corporation), 2003, ISBN 81-7648-474-1.
- Armonie yoga. Un flusso universal di musica, poesia e filosofia che parla al cuore (Savona: Lakshmi Edizioni), 2012, ISBN 88-9664-211-6.
- (mit Baul Samrat Purna Das) Baul Philosophy (New Delhi: APH Publishing Corporation), 2003, ISBN 81-7648-409-1.
- (mit Saurabh Goswami) Music and fine arts in the devotional traditions of India. Worship through beauty (New Delhi: APH Publishing Corporation), 2005, ISBN 81-7648-811-9.

## Tonaufnahmen
- Dekho gopala ki avani (Devotional songs from the temples of Vraja), produced by Vraja Kala Sanskriti Sansthana, Vrindaban, 2004
- Sañjhi Utsava vol. 1, produced by Vraja Kala Sanskriti Sansthana, Vrindaban, 2005